# Wilhelm Martini
Wilhelm Martini (* 1880 in Bielefeld; † 1965) war ein deutscher Bildhauer.

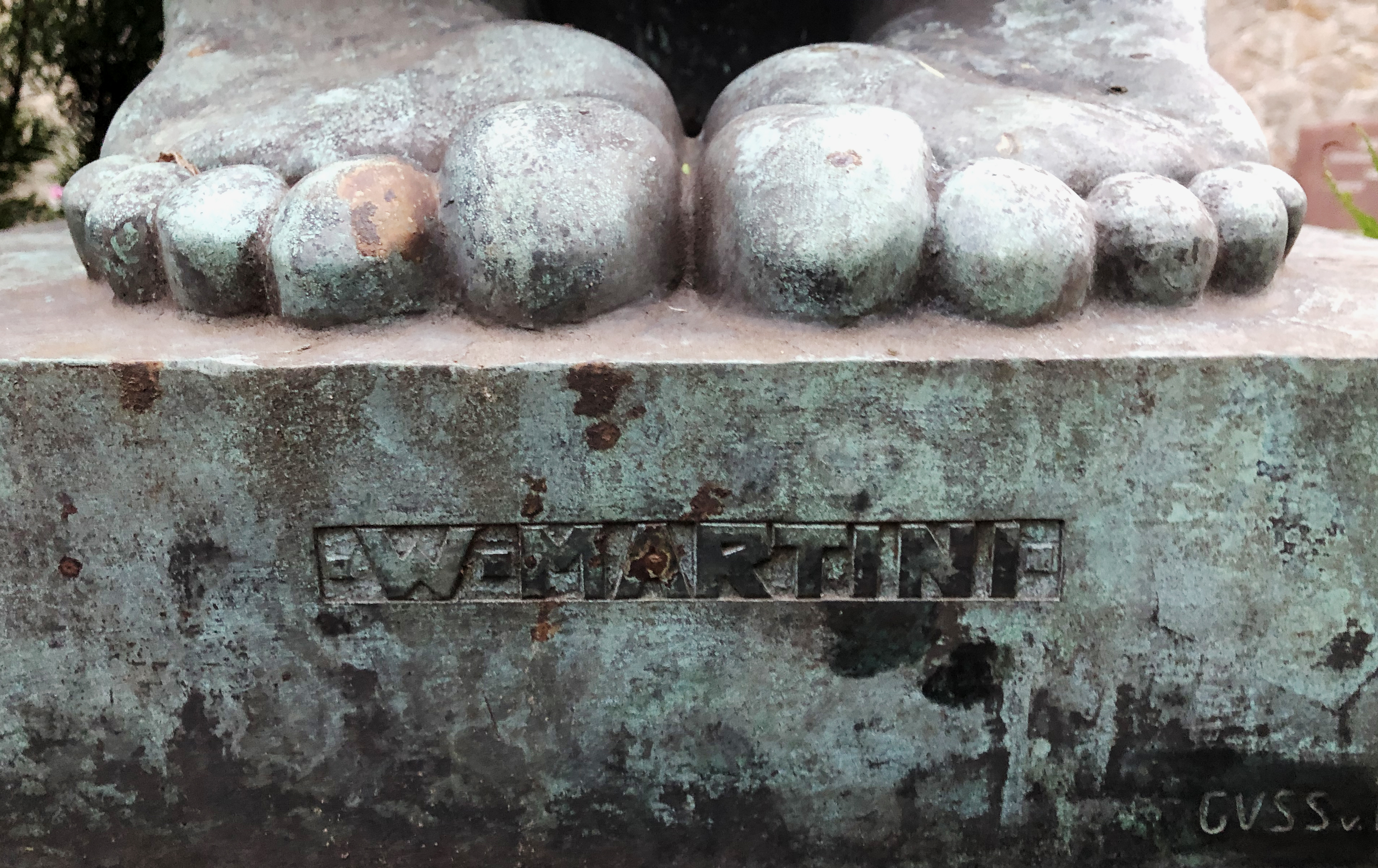
Signatur Wilhelm Martini

## Leben

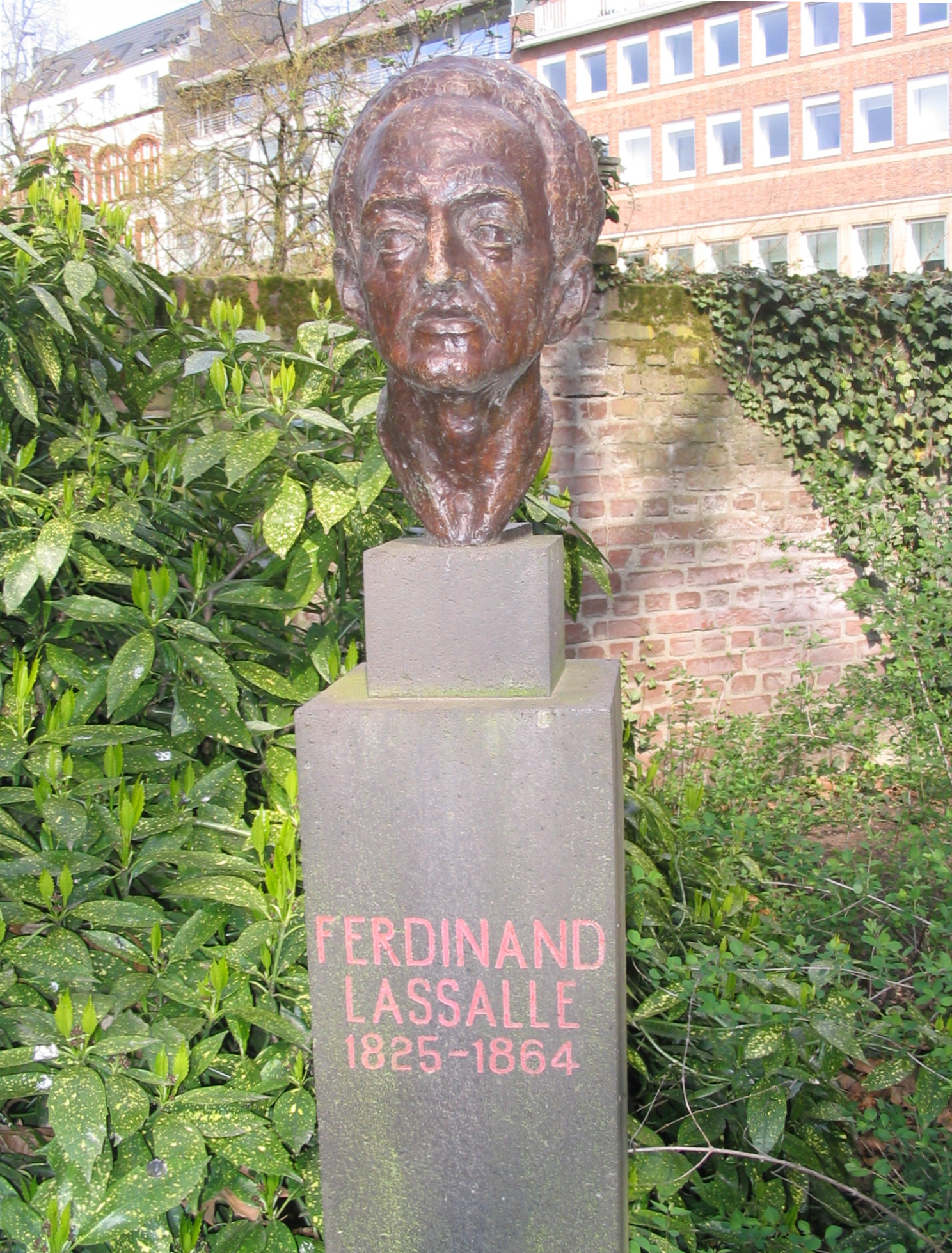
Büste für Ferdinand Lasalle, Spee’scher Park, Düsseldorf.

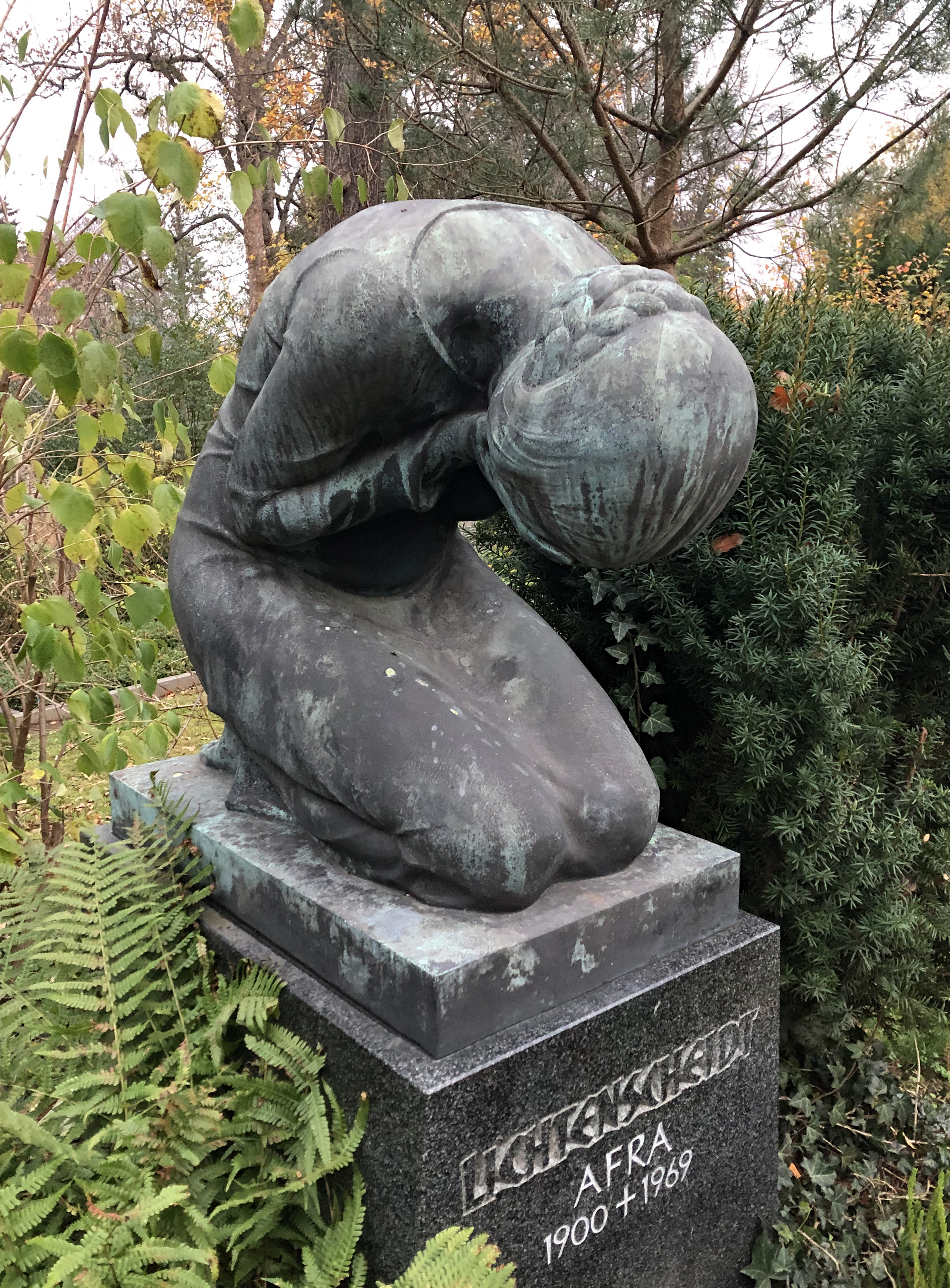
Trauernde von Wilhelm Martini (Guss Schmäke) Nordfriedhof Düsseldorf

Martini war Schüler an der Kunstakademie Düsseldorf bei Karl Janssen. Am Ersten Weltkrieg nahm er als Samariter teil, um Kriegsverletzte zu pflegen. Anfang der 1920er Jahre befand sich sein Atelier in der Düsseldorfer Kunstakademie, in den 1930er Jahren im „Städtischen Atelierhaus“ der Neuen Akademie in Stockum.
Er gestaltete Brunnen für den Stadtgarten in Gelsenkirchen sowie die Skulpturen Sterben und Trauer (im Kunstmuseum Düsseldorf). Einige seiner Arbeiten haben männliche oder weibliche Akte zum Thema, andere tragen Titel wie Emporblickender Soldat (1918) oder Staffelläufer (1934). Besonders in den 1920er und 1930er Jahren stellte er zahlreiche Bronzen her.
Martini war Mitglied in der Künstlervereinigung Das Junge Rheinland und im Künstlerverein Malkasten.
Über den Künstler ist in der Literatur nur wenig bekannt. Sein schriftlicher Nachlass befindet sich im Heinrich-Heine-Institut, so wie auch die Skulptur Heine in der Matratzengruft, welche Martini für den Heine-Denkmalswettbewerb 1932 der Stadt Düsseldorf eingereicht hatte.